# Fontänen på Universitetsplatsen i Lund

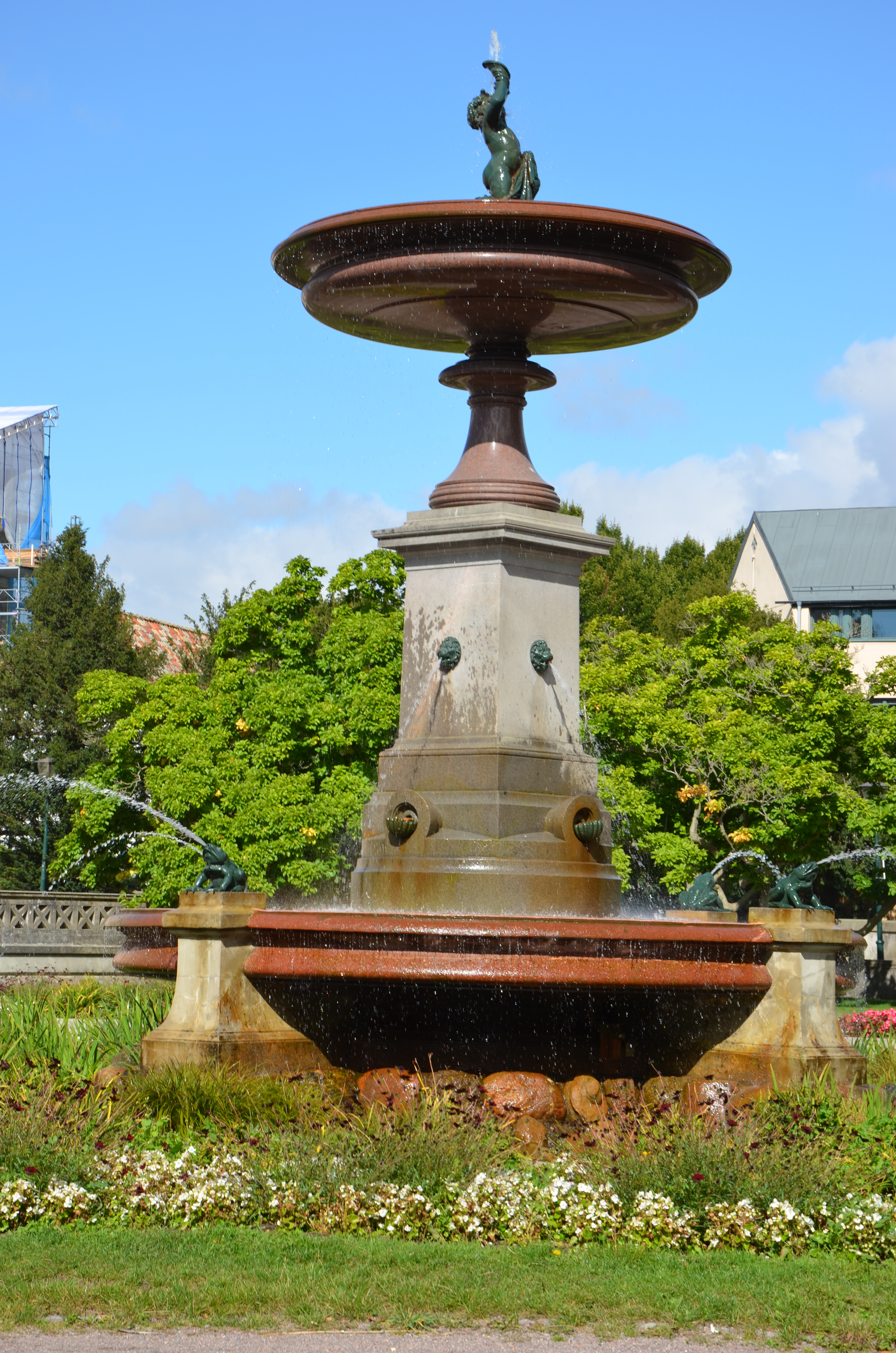
Fontänen på Universitetsplatsen i Lund.

Fontänen på Universitetsplatsen i Lund är en fontänskulptur, som färdigställdes i januari 1889.
Universitetshuset i Lund stod klart 1882 och universitetsplatsen var också då delvis färdigställd, med terrass och balustrader och en bassäng i betong för en tänkt fontän. Anslagna medel hade dock ej räckt till själva fontänen, och tillkomsten av en sådan fontän tog närmare sex och ett halvt år.
Samma dag som universitetshuset invigdes överlämnade färgerifabrikören Carl Otto Borg (1812–1896) och hans maka ett gåvobrev till universitetet på 20 000 kronor för uppförande av "en fontän av ädel form och varaktigt ämne". Universitetshusets arkitekt Helgo Zettervall hade ritat en fontän för universitetsplatsen med fabeldjur, vattenkaskader och en hög kolonn, vilken av kostnadsskäl var tänkt att utföras av betong, krönt av en skulptur föreställande Minerva. 
Efter Borgs donation utarbetade Zettervall ett nytt förslag eftersommaren 1883, med en stor granitskål vilande på en åttkantig granitpiedestal, omgiven av figurer, sfinxer och snäckor gjutna i zink. Överst tänktes en skulptur av en figur med ymnighetshorn. Projektförslaget beräknades kosta 26 500 kronor, vilket var betydligt mer än tillgängliga medel.
Skulptören Per Hasselberg inkom efter anmodan av universitetets rektor Gustaf Ljunggren med ett förslag sommaren 1884, efter att ha slagit igenom 1883 med fontänen Såningskvinnan (Johanna i Brunnsparken) i Brunnsparken i Göteborg. Modell och skisser till fontänen i granit och brons, som skulle ha blivit den vid denna tid största fontänen i Sverige, finns inte bevarade, men det är känt att Hasselberg beräknat kostnaden till 50 000–60 000 kronor. Även detta förslag lades åt sidan.
Ett tredje förslag inkom sommaren 1885 från stenhuggerifirman Kullgrens Enka i Uddevalla, en kopia av den av företaget tidigare levererade Kaisersplatzbrunnen i polerad porfyrisk granit till Frankfurt am Main i Tyskland. Kostnaden höll sig inom tillgängliga 20 000 kronor. Skålen skulle ha en diameter på tretton fot, det vill säga ungefär lika stor som skålen i Zettervalls förslag. Höjden var emellertid endast ungefär hälften av fontänen i det zettervallska förslaget. I sitt remissyttrande över Kullgrens Enkas förslag kritiserade Zettervall den lägre höjden och kallade den för en "pygméhistoria", varefter också detta förslag förföll.
En bearbetning gjordes därefter av Zettervalls tidigare förslag med förenklingar för att nedbringa kostnaden. Konsistoriet godkände i mars 1886, varefter ett kontrakt skrevs med Graversfors Stenhuggeri och Sliperi i Graversfors om en skål med tre och en halv meters diameter i röd porfyrisk graversforsgranit och en kolonn i grå granit från Skälvs stenbrott i samma område. Den tio och ett halvt ton tunga fontänskålen färdigställdes våren 1888 efter tio månaders huggning och formning samt polering under nästan lika lång tid. Fontänen monterades i Lund i juni 1888, varefter Skånska Cementgjuteriet göt den nedre skålen i mosaikinblandad betong.
För figuren återstod en mycket begränsad budget, och slutligen inköptes från Bolinders Mekaniska Verkstad i Stockholm för 680 kronor ett antal figurer i målat gjutjärn: toppfiguren ("Gosse blåsande i snäcka"), fyra grodor, fyra snäckor samt fyra lejongap. Modellerna gjordes av en ej till namnet känd bildhuggare efter Helgo Zettervalls ritningar. Fontänen togs för första gången i bruk under en timmes tid på kung Oscar II:s födelsedag den 21 januari 1889.    